# Stadion Miejski w Tyraspolu
Stadion Miejski – stadion piłkarski w Tyraspolu, w Mołdawii (Naddniestrzu). Obiekt położony jest w centrum miasta. Stadion może pomieścić 2525 widzów. W przeszłości na arenie swoje spotkania rozgrywali piłkarze klubów Tiligul-Tiras Tyraspol (później grający na stadionie Tiligul) oraz Sheriff Tyraspol (od 2002 roku występujący na stadionie Sheriff).